# Kaple Nejsvětější Trojice (Chábory)
Kaple Nejsvětější Trojice, někdy uváděná jako filiální kostel Nejsvětější Trojice, je římskokatolická kaple v Cháborech, místní části města Dobruška. Patří pod děkanství Dobruška. Stojí po pravé straně silnice I/14 ve směru od Dobrušky na Rychnov nad Kněžnou.

## Historie kaple
Kaple byla postavena nákladem Josefa a Barbory Švorcových, byla vysvěcena 2. srpna 1875. Zvon byl do kaple pořízen 14. dubna 1919. Kaple není v dobrém stavu.

## Bohoslužby
K pravidelným bohoslužbám není kaple využívána.

## Galerie

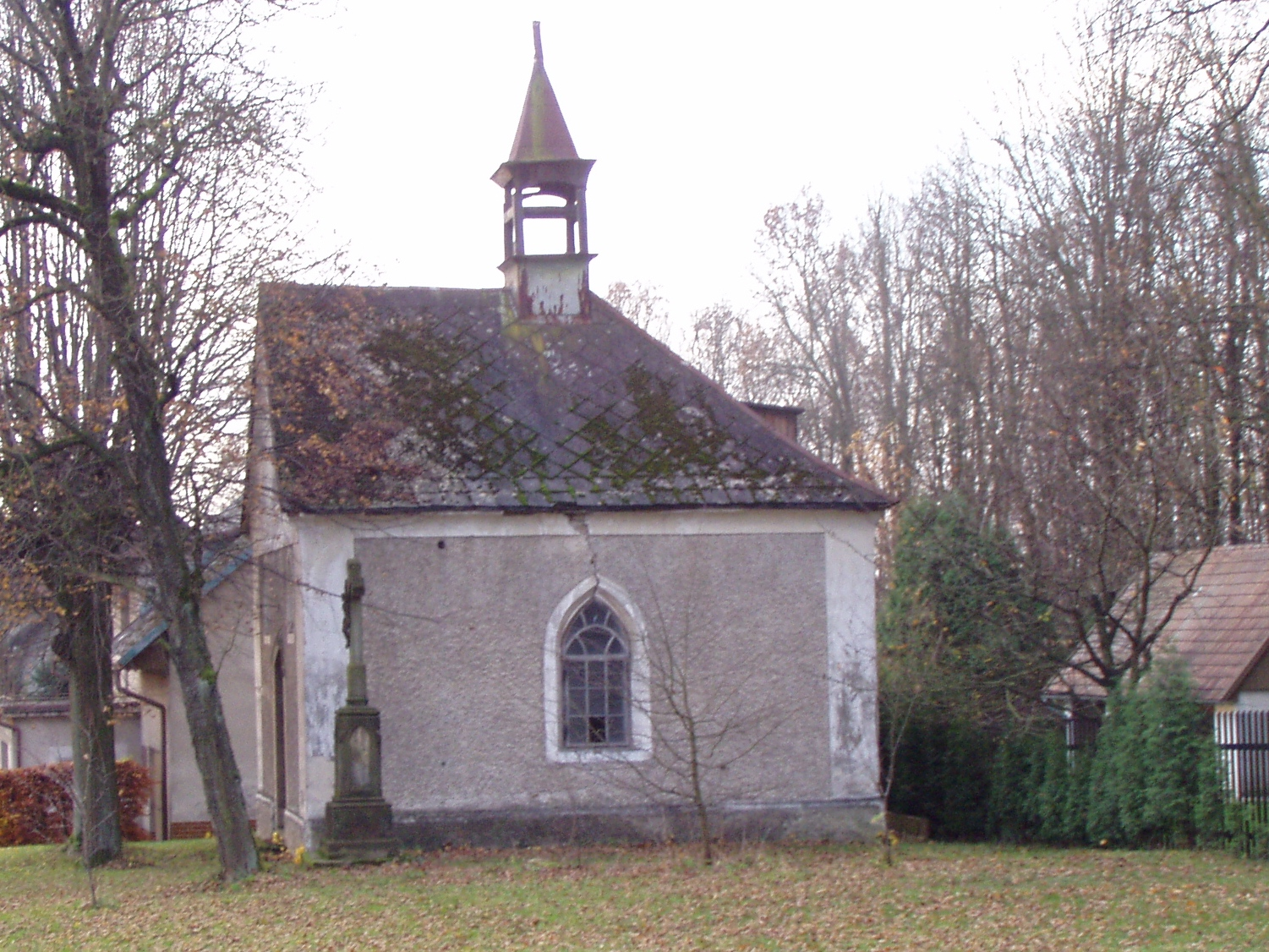